# Mosjøens kommun
Mosjøens kommun (norska: Mosjøen kommune) var en kommun (stadskommun, norska: bykommune) i Nordland fylke i norra Norge. Kommunen omfattade staden Mosjøen som samtidigt utgjorde kommunens centralort.

## Administrativ historik
Mosjøens kommun upprättades 1 januari 1876 genom utbrytning ur Vefsns kommun. Kommunen hade 379 invånare vid upprättandet.
1939 överfördes ett mindre bebott område (med 45 invånare) från Vefsns kommun till Mosjøen.
Den 1 januari 1962 gick kommunen upp i Vefsns kommun. Kommunens hade då 4 628 invånare.

## Kommunvapen
Blasonering: På svart bunn en sølv hane.
(I svart fält en tupp av silver.)
Kommunvapnet godkändes genom kunglig resolution den 25 mars 1960. Efter att Mosjøen gått upp Vefsns kommun 1962 godkändes samma kommunvapen för den nya storkommunen genom kunglig resolution den 13 september 1974. Den frodiga tuppen står för vaksamhet och kämpaglöd.